# Ben Gazzara
Biagio Anthony Gazzarra (28. august 1930 – 3. februar 2012), kendt som Ben Gazzara, var en amerikansk skuespiller, der spillede på teater, i spillefilm og på tv. Han modtog en Emmy Award for bedste birolle i en tv-film for sin medvirken i Hysterical Blindness fra 2002. Han medvirkede i film af en lang række estimerede filminstruktører som John Cassavetes (Ægtemænd, Mordet på en kinesisk bookmaker, Opening Night), Joel og Ethan Coen (The Big Lebowski), Spike Lee (Summer of Sam), John McTiernan (The Thomas Crown Affair) og Lars von Trier (Dogville).